# 利·戈弗雷
利·梅麗莎·戈弗雷（英語：Leigh Melissa Godfrey，1989年4月26日—）是一名出生於澳大利亞維多利亞州的壘球選手，司職外野手，目前效力於國家職業快速壘球聯盟澳大利亞胡椒。她曾隨隊參加2012年、2014年世界女子壘球錦標賽，結果獲得銅牌。